# Winfried Otto Schumann
Winfried Otto Schumann (Tübingen, Alemanha, 20 de maio de 1888 - 22 de setembro de 1974) foi um físico alemão, que preveu a ressonância Schumann.

## Biografia
Seus primeiros anos foram passados em Kassel, Bernsdorf, uma cidade perto de Viena. Ele era mestre em engenharia elétrica no Colégio Técnico em Karlsruhe. Em 1912 obteve um doutoramento com a alta tecnologia da sua tese.
Antes da Primeira Guerra Mundial, ele tomou uma posição em Bown, Boveri e Cie Company's High Voltage Laboratory como gerente. Durante 1920 ele ganhou qualificação como professor na Universidade Técnica de Stuttgart, onde foi empregado anteriormente como assistente de pesquisa. Ele posteriormente assumiu uma posição como professor de física na Universidade de Jena. 
Em seguida ele se tornou professor e diretor no Electrophysical Laboratory na Universidade Técnica de Munique em 1924. Tornou-se professor do Electrophysical Institute, onde continuou até 1961, quando aposentado, mas continuou ensinando até a idade de 75. Schumann morreu aos 86 anos.